# Tradewinds
Tradewinds è un census-designated place (CDP) degli Stati Uniti d'America della contea di San Patricio nello Stato del Texas. La popolazione era di 180 abitanti al censimento del 2010.

## Geografia fisica
Tradewinds è situata a 27°59′31″N 97°15′43″W (27.992077, -97.261811).
Secondo lo United States Census Bureau, il CDP ha una superficie totale di 2,8 km², dei quali 2,8 km² di territorio e 0 km² di acque interne (0% del totale).

## Società

### Evoluzione demografica
Secondo il censimento del 2010, la popolazione era di 180 abitanti.

### Etnie e minoranze straniere
Secondo il censimento del 2010, la composizione etnica del CDP era formata dal 58,89% di bianchi, lo 0% di afroamericani, lo 0% di nativi americani, lo 0,56% di asiatici, lo 0% di oceanici, il 39,44% di altre razze, e l'1,11% di due o più etnie. Ispanici o latinos di qualunque razza erano l'82,22% della popolazione.